# Heinrich Alexander Robert von Wrochem
Heinrich Alexander Robert von Wrochem – radny powiatowy i landrat powiatu raciborskiego. Na stanowisko landrata został powołany w 1840 roku po tym, jak jego bratanek, Gottlob Adam Johann von Wrochem, który poprzednio piastował to stanowisko przeszedł na emeryturę. Heinrich Alexander Robert von Wrochem był czwartym z rzędu i zarazem ostatnim przedstawicielem rodu von Wrochem na stanowisku landrata powiatu raciborskiego.